# Championnat d'Europe masculin de rink hockey 2008
Navigation
Championnat d'Europe masculin 2006 Championnat d'Europe masculin 2010
Le Championnat d'Europe de rink hockey masculin 2008 est la 48e édition de la compétition organisée par le Comité européen de rink hockey et réunissant tous les deux ans les meilleures nations européennes. Cette édition a lieu à Oviedo, en Espagne, dans la salle Palacio de los Deportes, du 21 au 26 juillet 2008.
Après une énième finale face aux frères ennemis portugais, l'équipe d'Espagne remporte son cinquième titre européen consécutif.

## Déroulement
Le tournoi a été divisé en deux phases distinctes : une phase de poule simple et une phase finale à élimination directe.

Dans la première phase, les huit équipes participantes ont été réparties dans deux groupes de quatre équipes chacun. Dans chaque groupe, toutes les équipes se rencontrent une fois, afin d'établir un classement du groupe.

Contrairement aux précédentes éditions, toutes les équipes participantes sont qualifiées pour les quarts de finale, quelle que soit leur place dans le groupe. Les équipes échouant au stade des quarts de finale se rencontrent ensuite dans un tournoi afin de déterminer le classement final.

Les vainqueurs des quarts de finale continuent en demi-finale, dont les vainqueurs disputeront la finale. Un match pour la troisième place est joué entre les perdants des demi-finales.

## Phase de poule

### Première journée:21juillet2008
| Entraîneur : |
| Juan Zabalia |

| Entraîneur :     |
| Johan Van Diejen |

| Entraîneur : |
| Juan Zabalia |

| Entraîneur :     |
| Johan Van Diejen |

| Entraîneur :       |
| Alessandro Cupisti |

| Entraîneur :   |
| Fabien Savreux |

| Entraîneur :       |
| Alessandro Cupisti |

| Entraîneur :   |
| Fabien Savreux |

| Entraîneur : |
| Luis Senica  |

| Entraîneur :    |
| J.Carlos Amaral |

| Entraîneur : |
| Luis Senica  |

| Entraîneur :    |
| J.Carlos Amaral |

| Entraîneur :   |
| Carlos Feriche |

| Entraîneur :         |
| Tonny Van Den Dungen |

| Entraîneur :   |
| Carlos Feriche |

| Entraîneur :         |
| Tonny Van Den Dungen |

### Deuxième journée:22juillet2008
| Entraîneur :    |
| J.Carlos Amaral |

| Entraîneur : |
| Juan Zabalia |

| Entraîneur :    |
| J.Carlos Amaral |

| Entraîneur : |
| Juan Zabalia |

| Entraîneur :         |
| Tonny Van Den Dungen |

| Entraîneur :       |
| Alessandro Cupisti |

| Entraîneur :         |
| Tonny Van Den Dungen |

| Entraîneur :       |
| Alessandro Cupisti |

| Entraîneur :     |
| Johan Van Diejen |

| Entraîneur : |
| Luis Senica  |

| Entraîneur :     |
| Johan Van Diejen |

| Entraîneur : |
| Luis Senica  |

| Entraîneur :   |
| Fabien Savreux |

| Entraîneur :   |
| Carlos Feriche |

| Entraîneur :   |
| Fabien Savreux |

| Entraîneur :   |
| Carlos Feriche |

### Troisième journée:23juillet2008
| Entraîneur :         |
| Tonny Van Den Dungen |

| Entraîneur :   |
| Fabien Savreux |

| Entraîneur :         |
| Tonny Van Den Dungen |

| Entraîneur :   |
| Fabien Savreux |

| Entraîneur :    |
| J.Carlos Amaral |

| Entraîneur :     |
| Johan Van Diejen |

| Entraîneur :    |
| J.Carlos Amaral |

| Entraîneur :     |
| Johan Van Diejen |

| Entraîneur : |
| Luis Senica  |

| Entraîneur : |
| Juan Zabalia |

| Entraîneur : |
| Luis Senica  |

| Entraîneur : |
| Juan Zabalia |

| Entraîneur :   |
| Carlos Feriche |

| Entraîneur :       |
| Alessandro Cupisti |

| Entraîneur :   |
| Carlos Feriche |

| Entraîneur :       |
| Alessandro Cupisti |

### Classement

#### Groupe A
| Rang | Équipe   | Pts | J | G | N | P | Bp | Bc | Diff |
| ---- | -------- | --- | - | - | - | - | -- | -- | ---- |
| 1    | Espagne  | 9   | 3 | 3 | 0 | 0 | 17 | 3  | +14  |
| 2    | Italie   | 6   | 3 | 2 | 0 | 1 | 6  | 4  | +2   |
| 3    | France   | 3   | 3 | 1 | 0 | 2 | 11 | 8  | +3   |
| 4    | Pays-Bas | 0   | 3 | 0 | 0 | 3 | 1  | 20 | -19  |

#### Groupe B
| Rang | Équipe     | Pts | J | G | N | P | Bp | Bc | Diff |
| ---- | ---------- | --- | - | - | - | - | -- | -- | ---- |
| 1    | Portugal   | 9   | 3 | 3 | 0 | 0 | 17 | 4  | +13  |
| 2    | Suisse     | 4   | 3 | 1 | 1 | 1 | 9  | 11 | -2   |
| 3    | Angleterre | 2   | 3 | 0 | 2 | 1 | 2  | 9  | -7   |
| 4    | Allemagne  | 1   | 3 | 0 | 1 | 2 | 4  | 8  | -4   |

## Phase finale
|  | Quarts de finale                 | Quarts de finale                 |                                  |                                  | Demi-finales                     | Demi-finales                     |   |  | Finale                           | Finale                           |
|  | Quarts de finale                 | Quarts de finale                 |                                  |                                  | Demi-finales                     | Demi-finales                     |   |  | Finale                           | Finale                           |
|  |                                  |                                  |                                  |                                  |                                  |                                  |   |  |                                  |                                  |
|  | 24 juillet 2008 17h30 (Match 14) | 24 juillet 2008 17h30 (Match 14) |                                  |                                  | 25 juillet 2008 18h30 (Match 19) | 25 juillet 2008 18h30 (Match 19) |   |  | 26 juillet 2008 21h00 (Match 23) | 26 juillet 2008 21h00 (Match 23) |
|  | 24 juillet 2008 17h30 (Match 14) | 24 juillet 2008 17h30 (Match 14) |                                  |                                  | 25 juillet 2008 18h30 (Match 19) | 25 juillet 2008 18h30 (Match 19) |   |  | 26 juillet 2008 21h00 (Match 23) | 26 juillet 2008 21h00 (Match 23) |
|  | Angleterre                       | 0                                |                                  |                                  | 25 juillet 2008 18h30 (Match 19) | 25 juillet 2008 18h30 (Match 19) |   |  | 26 juillet 2008 21h00 (Match 23) | 26 juillet 2008 21h00 (Match 23) |
|  | Angleterre                       | 0                                |                                  |                                  | 25 juillet 2008 18h30 (Match 19) | 25 juillet 2008 18h30 (Match 19) |   |  | 26 juillet 2008 21h00 (Match 23) | 26 juillet 2008 21h00 (Match 23) |
|  | Italie                           | 5                                |                                  |                                  | 25 juillet 2008 18h30 (Match 19) | 25 juillet 2008 18h30 (Match 19) |   |  | 26 juillet 2008 21h00 (Match 23) | 26 juillet 2008 21h00 (Match 23) |
|  | Italie                           | 5                                | Italie                           | 0                                |                                  |                                  |   |  | 26 juillet 2008 21h00 (Match 23) | 26 juillet 2008 21h00 (Match 23) |
|  | 24 juillet 2008 19h00 (Match 15) |                                  | Italie                           | 0                                |                                  |                                  |   |  | 26 juillet 2008 21h00 (Match 23) | 26 juillet 2008 21h00 (Match 23) |
|  |                                  | Portugal                         | 5                                |                                  |                                  |                                  |   |  | 26 juillet 2008 21h00 (Match 23) | 26 juillet 2008 21h00 (Match 23) |
|  | Pays-Bas                         | Portugal                         | 5                                | 1                                |                                  |                                  |   |  | 26 juillet 2008 21h00 (Match 23) | 26 juillet 2008 21h00 (Match 23) |
|  | Pays-Bas                         |                                  |                                  | 1                                |                                  |                                  |   |  | 26 juillet 2008 21h00 (Match 23) | 26 juillet 2008 21h00 (Match 23) |
|  | Portugal                         | 10                               |                                  |                                  |                                  |                                  |   |  | 26 juillet 2008 21h00 (Match 23) | 26 juillet 2008 21h00 (Match 23) |
|  | Portugal                         | 10                               | Portugal                         | 0                                |                                  |                                  |   |  |                                  |                                  |
|  | 24 juillet 2008 21h00 (Match 16) |                                  | Portugal                         | 0                                |                                  |                                  |   |  |                                  |                                  |
|  |                                  | Espagne                          | 1                                |                                  |                                  |                                  |   |  |                                  |                                  |
|  | Espagne                          | Espagne                          | 1                                | 9                                |                                  |                                  |   |  |                                  |                                  |
|  | Espagne                          | 25 juillet 2008 21h00 (Match 20) |                                  | 9                                |                                  |                                  |   |  |                                  |                                  |
|  | Allemagne                        | 1                                |                                  |                                  |                                  |                                  |   |  |                                  |                                  |
|  | Allemagne                        | 1                                | Espagne                          | 3                                |                                  |                                  |   |  |                                  |                                  |
|  | 24 juillet 2008 15h45 (Match 13) | 24 juillet 2008 15h45 (Match 13) | Espagne                          | 3                                | Match pour la 3e place           | Match pour la 3e place           |   |  |                                  |                                  |
|  | 24 juillet 2008 15h45 (Match 13) | 24 juillet 2008 15h45 (Match 13) |                                  | France                           | Match pour la 3e place           | Match pour la 3e place           | 0 |  |                                  |                                  |
|  | Suisse                           | 2                                | 26 juillet 2008 18h30 (Match 24) | 26 juillet 2008 18h30 (Match 24) |                                  |                                  | 0 |  |                                  |                                  |
|  | Suisse                           | 2                                | 26 juillet 2008 18h30 (Match 24) | 26 juillet 2008 18h30 (Match 24) |                                  |                                  |   |  |                                  |                                  |
|  | France                           | 3                                |                                  | Italie                           | 4                                |                                  |   |  |                                  |                                  |
|  | France                           | 3                                |                                  | Italie                           | 4                                |                                  |   |  |                                  |                                  |
|  |                                  |                                  |                                  |                                  |                                  |                                  |   |  | France                           | 3                                |
|  |                                  |                                  |                                  |                                  |                                  |                                  |   |  | France                           | 3                                |

| Champion d'Europe 2008 de rink hockey |
| ------------------------------------- |
| ESPAGNE Quatorzième titre             |

## Matchs de classement
|  | 25 juillet 2008 | 25 juillet 2008 |                               |   | 26 juillet 2008 | 26 juillet 2008 |
|  | 25 juillet 2008 | 25 juillet 2008 |                               |   | 26 juillet 2008 | 26 juillet 2008 |
|  |                 |                 |                               |   |                 |                 |
|  | Match 17        | Match 17        |                               |   | Match 22        | Match 22        |
|  | Match 17        | Match 17        |                               |   | Match 22        | Match 22        |
|  | Angleterre      | 7               |                               |   | Match 22        | Match 22        |
|  | Angleterre      | 7               |                               |   | Match 22        | Match 22        |
|  | Pays-Bas        | 1               |                               |   | Match 22        | Match 22        |
|  | Pays-Bas        | 1               | Angleterre                    | 0 |                 |                 |
|  | Match 18        |                 | Angleterre                    | 0 |                 |                 |
|  |                 | Suisse          | 1                             |   |                 |                 |
|  | Allemagne       | Suisse          | 1                             | 2 |                 |                 |
|  | Allemagne       |                 |                               | 2 |                 |                 |
|  | Suisse          | 3               |                               |   |                 |                 |
|  | Suisse          | 3               | Match pour les 7 et 8e places |   |                 |                 |
|  |                 |                 |                               |   |                 |                 |
|  | Match 21        |                 |                               |   |                 |                 |
|  |                 |                 |                               |   |                 |                 |
|  | Pays-Bas        | 1               |                               |   |                 |                 |
|  | Pays-Bas        | 1               |                               |   |                 |                 |
|  | Allemagne       | 9               |                               |   |                 |                 |
|  | Allemagne       | 9               |                               |   |                 |                 |

## Classement final
| Place | Équipe     |
| ----- | ---------- |
| 1     | Espagne    |
| 2     | Portugal   |
| 3     | Italie     |
| 4     | France     |
| 5     | Suisse     |
| 6     | Angleterre |
| 7     | Allemagne  |
| 8     | Pays-Bas   |

## Buteurs
Voici le classement des buteurs de la compétition, classés par nombre de buts marqués décroissant:
10 buts
- Ricardo Barreiros

7 buts
- Marc Gual
- Sébastien Landrin

6 buts
- Jens Berendt
- Pedro Gil
- Josep Ordeig

5 buts
- Mark Wochnik
- Mattia Cocco
- Juan Travasino
- Ricardo Oliveira

4 buts
- Jordi Bargallo
- Valter Neves

3 buts
- Gael Jimenez
- Matthieu Infante
- Reinaldo Ventura
- Ricardo Pereira
- Sergi Panadero
- Federico Garcia Mendez
- Marc Waddingham
- Luis Viana
- Tiago Rafael
- Andreas Muenger
- Lluis Teixido

2 buts
- Dominic Wirth
- Arjan van Gerven
- Leonardo Squeo
- Felix Bender
- Rémi Lasnier
- Nicolas Guilbert
- Frédéric Hamon
- Guirec Henry
- Domenico Illuzzi
- John Jones

1 but
- Pedro Moreira
- Marc Torra
- Michael Ableson
- Simon von Allmen
- Olivier Lesca
- Diego Nicoletti
- Robbie van Dooren
- James Taylor
- Mark Rutland
- Russell Lloyd
- Dominic Brandt
- Michael van Gemert
- Thomas Haupt
- Max Bros
- Igor Tarassioux

## Équipes
Cliquez sur Dérouler pour voir le détail de chacune des sélections engagées dans la compétition.